# Dimitri Basov
Dimitri N. Basov (* 1963) ist ein US-amerikanischer Physiker und Professor für Physik an der Columbia University in New York City.

## Leben
Dimitri Basov wurde als Sohn von Nikolai Bassow und Ksenia Tikhonovna Basova in Russland geboren. Dort machte 1991 seinen Ph.D. am Lebedew-Institut. Von 1992 und 1996 war er Postdoktorand an der McMaster University in Kanada. 1996 wurde er Assistant Physicist an dem Brookhaven National Laboratory. Von 1997 und 2001 war er Associate Professor an der University of California in San Diego; 2001 wurde er dort Professor of Physics. Seit 2016 ist er Higgins Professor of Physics an der Columbia University.

## Forschung und Preise
Dimitri Basov forscht vor allem an der Physik von Quantenmaterialien an plasmonischen und polaritonischen Phänomenen in Graphen und anderen zweidimensionalen Van-der-Waals-Materialien, an unkonventioneller Supraleitung, an topologischen Isolatoren und an elektromagnetischen Metamaterialien.
Für seine Forschung wurde er 1997 zum Alfred P. Sloan Fellow und 1998 zum Cottrell Fellow gewählt. Im selben Jahr erhielt er den NSF Career Award. 2004 bekam er den Ludwig Genzel Preis, 2005 wurde er Fellow der American Physical Society, 2009 erhielt er den Humboldt Research Award und 2012 den Frank Isakson Prize for Optical Effects in Solids. 2014 wurde er Gordon and Betty Moore Investigator in Quantum Materials und 2018 wurde er mit dem Kenneth J Button Award 2019 ausgezeichnet. 2020 wurde Basov in die National Academy of Sciences gewählt.